# Пайкс
Пік Пайкс (англ. Pikes Peak) — гора в хребті Фронт-Рендж, у Скелястих горах за 16 км захід від містечка Колорадо-Спрінгс (округ Ель-Пасо). Гора названа за ім'ям Зебулона Пайка, дослідника, який досліджував територію південного Колорадо в 1806 році. Гора має висоту 4 302 м від рівня моря. На горі щорічно проводяться автогонки угору по річковій долині. Назва — «Міжнародні горні гонки Піку Пайкс» (Pikes Peak International Hill Climb). Верхня частина гори охороняється як Національна історична пам'ятка.
| США | Це незавершена стаття з географії США. Ви можете допомогти проєкту, виправивши або дописавши її. |